# Haus Ruhr (Bösensell)

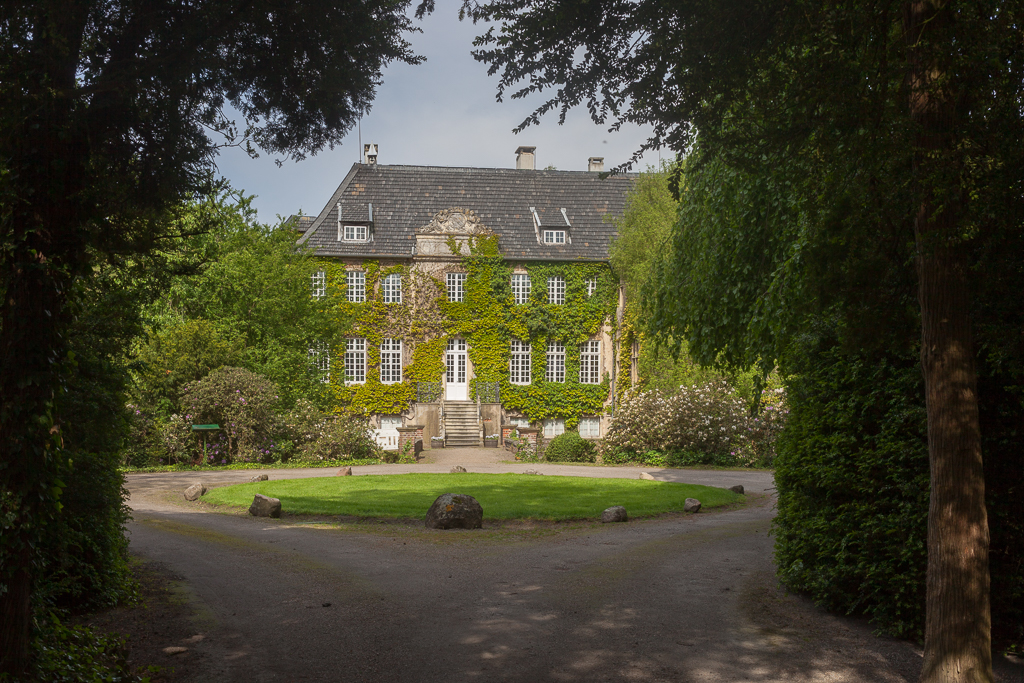
Haus Ruhr (2012)

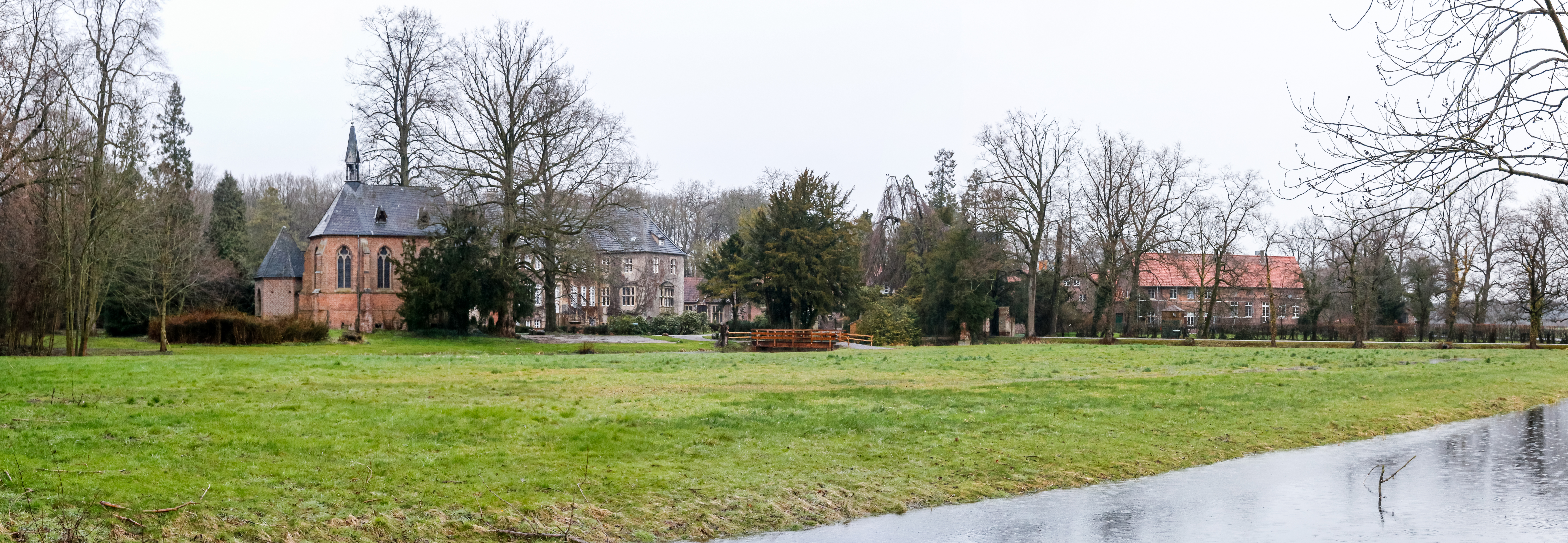
Haus Ruhr mit Kapelle

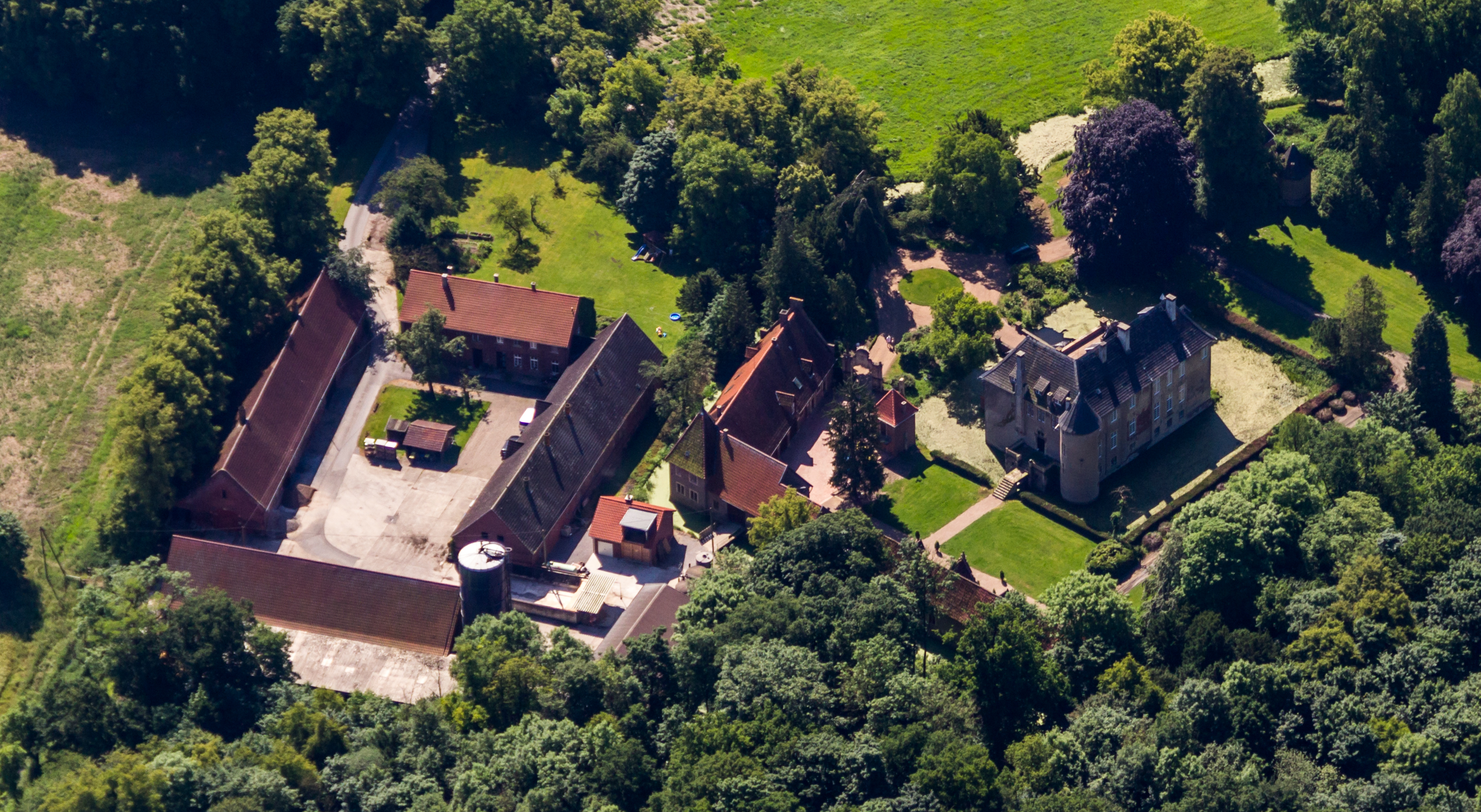
Luftbild (2014)

Haus Ruhr ist ein Adelssitz im Ortsteil Bösensell der Gemeinde Senden im Kreis Coesfeld.

## Geschichte
Das rechteckige Herrenhaus stammt in seinem Kern aus dem 16. und 17. Jahrhundert und erhielt sein heutiges Aussehen 1742 infolge eines Umbaues durch den westfälischen Barockbaumeister Johann Conrad Schlaun. Der im Stil angepasste Seitenflügel ist eine Ergänzung von 1905–1907. Das Haus ist von einer Gräfte umgeben. In der Nordostecke ist eine kleine Insel durch einen weiteren Graben abgeteilt.
1295 wird eine Familie von Offerhues genannt, die das Haus von den Herren von Lüdinghausen zum Lehen hatte. Um 1376 war das Haus als bischöfliches Lehen in den Händen der Familie von Hamme. Später folgten die münsterschen Erbmännerfamilien Voß und von Belholt. Im 15. und 16. Jahrhundert befand sich das Anwesen in den Händen der Herren von Tilbeck, bis 1585 die Erbtochter Gertrud von Tilbeck es in die Ehe mit Burkhard von der Ruhr einbrachte. 1703 kaufte die Familie von und zur Mühlen Haus Ruhr, die das Gut bis heute bewirtschaftet.
Das Haus beherbergt ein großes Archiv von Urkunden und Schriften sowie eine wertvolle Büchersammlung des Vredener Kanonikers Jodocus Hermann Nünning. Jünger als das Schloss ist die in ihrer heutigen Form neugotische Kapelle von 1873.